# Herr und Frau Bulle: Alles auf Tod
Alles auf Tod ist ein deutscher Fernsehfilm von Uwe Janson aus dem Jahr 2021. Es handelt sich um die vierte Episode der Kriminalfilmreihe Herr und Frau Bulle.

## Handlung
Yvonne Wills und ihr Ehemann Heiko Wills ermitteln in Berlin-Kreuzberg, wo in einer Spielhalle – während die Tageseinnahmen gezählt werden, mehrere Schüsse fallen. Der Geschäftsführer Ibrahim Bekin wird schwer verletzt, seine Frau Emine stirbt. Dadurch, dass um die Ecke ein neuer Chicken-Imbiss eröffnet hat, war zum Tatzeitpunkt ein großer Trubel. Dies erschwert dem Ehepaar Wills die Ermittlungen. Insgesamt fünf Personen in einem Chicken-Werbekostüm waren in Tatortnähe, aber an keinem der Kostüme befinden sich Blut- oder Schmauchspuren.
Aufgrund der geringen Einnahmen, die der Täter (in einem Chicken-Werbekostüm) erbeuten konnte, vermutet Kriminalhauptkommissarin Yvonne Wills einen direkten Anschlag auf den Geschäftsführer, aber da die Spielhalle, wie viele andere auch, Edgar Pinninger gehört, ist auch ein möglicher Bandenkrieg nicht auszuschließen.
Es verdichten sich Hinweise darauf, dass Ibrahim Bekin seine übertrieben eifersüchtige Frau selbst getötet haben könnte. Doch als unerwartet auch der Spielhallenkönig Pinninger ermordet wird, bekommt der Fall eine neue Wendung. Erschwerend kommt hinzu, dass Yvonne Wills nach einer internen polizeilichen Überprüfung vom Dienst suspendiert wird. Sie hatte sich unter falschen Angaben bei der Polizei beworben, denn ihr Vater war früher der Kopf der Russenmafia und um sich von der Familie zu distanzieren, hatte Yvonne ganz bewusst die Polizeilaufbahn eingeschlagen. Leider war eine ehrgeizigen Polizistin dahintergekommen und hatte entsprechende Maßnahmen eingeleitet. Selbst Wills Ehemann hatte von der Vergangenheit seiner Frau nichts geahnt. Doch er steht zu ihr und ist davon überzeugt, dass sie beide den aktuellen Fall lösen werden und sie damit rehabilitiert wird. Unterstützt werden sie dabei von Heiko Wills Assistentin Springer und Yvonnes Kollegen Kevin Lukowski. Alle vier konzentrieren sich nun auf das Spielcasino, dass ihrer Meinung nach für Geldwäsche genutzt wird. Zwar konnte man dies bisher nicht nachweisen, doch da der zwielichtige Helge van Houten nicht nur der Finanzberater von Pinningers Spielkassinos, sondern auch im Waffenhandel verstrickt ist, bleibt nur diese Schlussfolgerung. Mit zahlreichen „gekauften“ Glücksspielern, die so das Schwarzgeld als Spieleinsatz legal als Einnahmen des Casinos einbringen, war das bisher nicht aufgefallen. Die Ermittler vermuten, dass van Houten, um seinen Gewinn zu maximieren, Pinninger aus dem Weg räumen ließ, um selbst Eigentümer der Spielhallen zu werden. Doch nicht er steckt hinter den Morden, sondern Ivo Zeissler, der Geliebte von Pinningers Ehefrau. Er hat nun sogar vor, auch die nächste Geldlieferung van Houtens abzufangen, was aber misslingt und er festgenommen werden kann.

## Produktionsnotizen
Die Dreharbeiten für Alles auf Tod erstreckten sich unter den vorgegebenen Corona-Arbeitsschutzauflagen vom 6. März 2020 bis zum 11. Juli 2020 und fanden in Berlin und Umgebung statt.
In der ZDF Mediathek wurde der Film ab dem 17. April 2021 vorab zur Verfügung gestellt. Die Erstausstrahlung erfolgte am 24. April 2021 im ZDF.

## Kritiken
Tilmann P. Gangloff wertete für Tittelbach.tv und schrieb: „Im vierten Film mit Johann von Bülow und Alice Dwyer als Ermittler-Ehepaar ist die Handlung nicht ganz so raffiniert wie zuletzt. Immerhin ist die Geschichte vielschichtig. ‚Alles auf Tod‘ […] beginnt mit einem mutmaßlichen Raubmord in einem Automatencasino. Während Fallanalytiker Heiko vom Auftakt eines Bandenkriegs ausgeht, glaubt Kripo-Kommissarin Yvonne an eine Beziehungstat. Der Gag an der Sache: Beide haben recht. […] Die Bildgestaltung ist wie in allen Filmen von Regisseur Uwe Janson hochwertig, aber die Mischung aus Krimi und Komödie ist in früheren Episoden der Reihe besser gelungen.“
Bei quotenmeter.de urteilte Christian Lukas: „Herr und Frau Bulle – Alles auf Tod“ „schlägt einige Haken, um zum Ziel zu gelangen. Die Wendungen des Kriminalfalles ergeben sich dabei stets aus der Geschichte heraus. Große Überraschungen bietet diese Kriminalgeschichte ab dem Moment, in dem der Spielhallenkönig tot in seiner Zelle aufgefunden wird, zwar nicht, das überaus launige Spiel der Hauptfiguren aber weiß die Story locker über die Ziellinie zu tragen.“
Oliver Armknecht von film-rezensionen.de meinte, der Film „ist manchmal amüsant, manchmal anstrengend. Insgesamt ist der TV-Krimi vor allem irgendwie langweilig, da die Geschichte vor lauter Befindlichkeiten nie in Schwung kommt.“ „Es kommt praktisch keine Spannung auf. Anlässe zum Rätseln halten sich ebenfalls eher in Grenzen. Klar werden mehrere Verdächtige präsentiert, unter denen sich das Publikum dann jemanden aussuchen kann. Der von Uwe Janson (Auf das Leben!) inszenierte Krimi macht da nichts Wesentliches falsch. Der Regisseur findet nur nichts, wofür es sich unbedingt lohnen würde einzuschalten. Die Figuren streiten und suchen, suchen und streiten, bis der Film irgendwann vorbei ist. Trotz der zahlreichen Konfrontationen und Reibungen: Am Ende ist ‚Herr und Frau Bulle: Alles auf Tod‘ zu glatt. Daran kann auch das an und für sich gute Ensemble nichts ändern.“